# Province ottomane di breve durata
Tra le molte province ottomane (eyalet o vilayet) che vennero create durante i secoli di storia dell'Impero ottomano, alcuni rimasero in vita per breve tempo, altri vennero ceduti a potenze straniere, altri ottennero l'indipendenza, altri semplicemente vennero uniti dopo poco ad altre province.

## Eyalet
- L'Eyalet di Tiflis fu derivato da Kartli nel 1578/9, ma la regione si dimostrò difficile da sottomettere: Tiflis venne persa nel 1583 e gli ottomani persero poi tutte le terre attorno ad eccezione di Lori e Gori, entrambe divenute eyalet al posto di Tiflis, poi persi rispettivamente nel 1590 e nel 1599.[1]
- L'Eyalet di Kakheti fu un eyalet nominale nel 1578 quando re Alessandro venne nominato beylerbey del proprio regno.[1]
- L'Eyalet di Shirvan esistito dal 1578 al 1604, era stato in precedenza uno stato vassallo ottomano dal 1533.[1]
- L'Eyalet di Dagestan venne conquistato nel 1578 e rimase eyalet sino all'inizio del secolo successivo.[1]
- L'Eyalet di Saruhan fu un eyalet dell'Impero ottomano dal 1845 al 1847.[senza fonte]
- L'Eyalet di Sigetvar;[2] venne formato nel 1596 circa ed esistette sino al 1600. Includeva parti dell'attuale Ungheria e Croazia. La capitale era posta a Szigetvár. Venne trasferito all'Eyalet di Kanije.

### Eyalet del Kurdistan

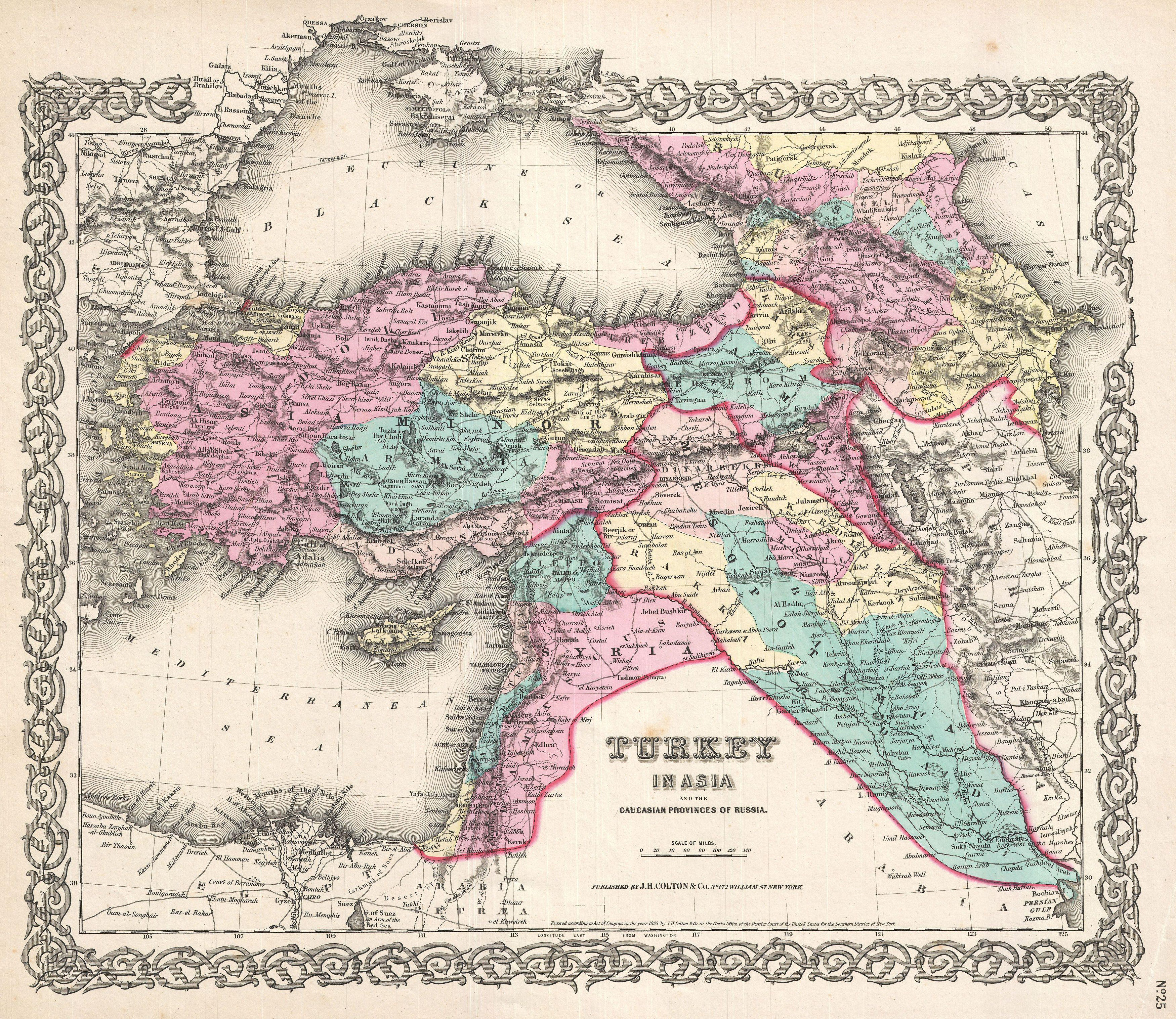
Mappa dell'Anatolia risalente al 1855 che mostra la disposizione dell'eyalet del Kurdistan

L'Eyalet del Kurdistan (in ottomano:ايالت كردستان, in turco Eyâlet-i Kurdistân) esistette dal 1847 al 1867). Nella confusione dell'epoca, alcuni eyalet confinanti come quello di Sharazor, vennero solitamente indicati come "Kurdistan". Venne fondato dall'Impero ottomano a seguito della soppressione della Rivolta di Bedirhan Bey del 1847. Il 14 dicembre 1847, il giornal di stato ottomano (il Takvim-i Vekayi Gazetesi) recò la notizia ufficiale della fondazione della "Provincia di Kurdistan". L'area dell'eyalet era popolata essenzialmente da kurdi musulmani. Esso includeva Hakkâri, Dêrsîm, Diyâr-ı Bekr nel 1849. La situazione territoriale venne soppressa nel 1867.

## Vilayet
- Vilayet di Dersim o Vilayet di Hozat: esistette dal 1879 al 1886; la capitale era Tunceli.
- Vilayet di Hakkari esistette dal 1876 al 1888; la capitale era Hakkâri.
- Vilayet di Karasi esistette dal 1881 a 1888; la capitale era Karasi.
- Vilayet di Prizren esistette dal 1871 al 1877. Venne creato unendo il Sanjak di Prizren, il Sanjak di Dibra, il Sanjak di Skopje ed il Sanjak di Niš in un unico vilayet.[7][8] Alla fine del XIX secolo l'area era di 18.320 km².[9] Divenne parte del Vilayet del Kosovo, che venne fondato nel 1877.
- Vilayet dell'Erzegovina venne creato durante le riforme Tanzimat. Alla fine del XIX secolo aveva un'area di 5720 km².[9]